# Палаццо Россо
Палаццо Россо — історичний палац у Генуї, на півночі Італії.

## Місцезнаходження
Розташований на вулиці Віа Гарібальді. Це — одна з найважливіших картинних галерей міста, поряд з галереями Палаццо Бьянко та Палаццо Доріа-Турсі.

## Історія побудови і власники
Володарями земельної ділянки були Родольфо та Джованні Франческо Бріньоле Сале. 
Палаццо Россо побудований за проектом архітектора П'єтро Антоніо Карраді між 1671 і 1677 рр. Архітектор зупинився на проекті з П-подібним планом, що вже був використаний ним в побудові палаццо Бальбі Сенарега. Первісно планували створити два окремі палаци як резиденції для двох братів. П-подібний палац надавав можливість розмістити двох братів в одному приміщенні, зберігаючи іх приватність. Родольфо рано помер і володарем всього палацу став Джованні Франческо.

## Уславлені фрески палаццо Россо

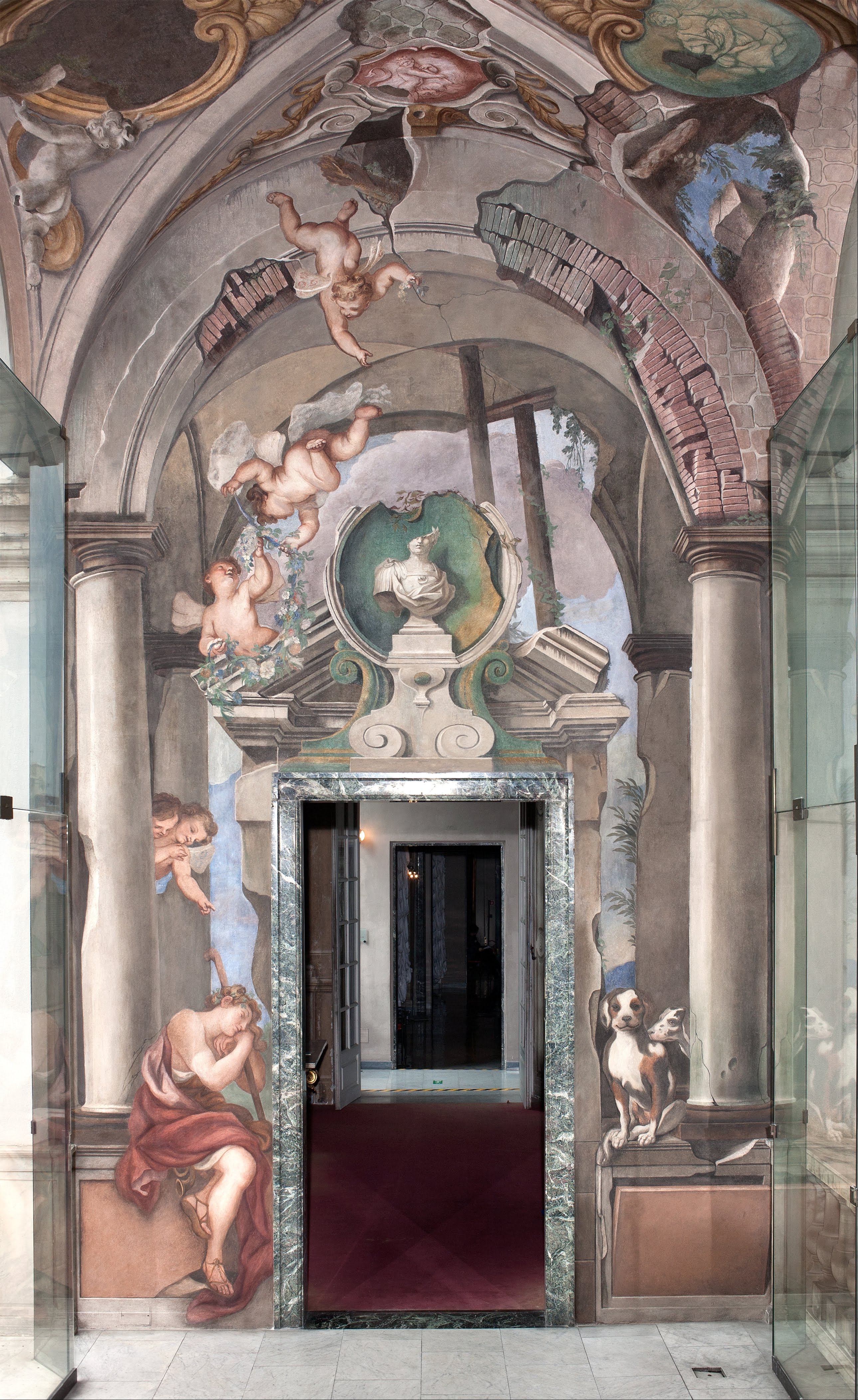
Художник Паоло Джироламо Піола. Фрески в галереї Діани, «Сон пастуха Ендіміона» на тлі поруйнованої архітектури.

Як і кожний палац доби бароко в Італії він вимагав пишного декору. По закінченні будівництва споруди про декор подбали художники-фрескісти Грегоріо де Феррарі та Доменіко Піола за дорученням Джованні Франческо І Бріньоле Сале. Першою була декорована велика зала другого поверха, де на стелі художник Грегоріо де Феррарі створив плафон «Аполлон та його син Фаетон». В роки 2-ї світової війни під час бомбардування Генуї палаццо Россо постраждав і плафон знищили. На початку 21 ст. в палаці демонструють лише ескіз до колишнього плафону . Відомо, що Доменіко Піола та Грегоріо де Феррарі поріднилися. Феррарі узяв шлюб з донькою літнього на той час Доменіко Піола. У чотирьох прилеглих до великої зали кімнатах вони разом створили цикл декоративних фресок на тему «Пори року». Пізніше ці стінописи мистецтвознавці віднесуть до кращого надбання бароко в Генуї. В стінописах художники розмістили лева як зодіакальний знак літа та натяк на геральдичного лева, що прикрашав герб родини.
Серед кращих на той час фресок — також стінописи в так званій лоджії Руїн або лоджії Діани, створені 1689 року художником Паоло Джироламо Піола, молодим сином Доменіко Піола. Митець співпрацював з художником Ніколо Кодацці, що спеціалізувався на створенні руїн. Паоло Джироламо забезпечив ці руїни фігурами з мифів, серед котрих сама Діана, її мисливські собаки, пастух Ендіміон, в красу котрого закохалась богиня полювання, численні путті. В добу рококо галерею захистили вікнами зради збереження фресок, але вікна були зняті у 1950-ї роки під час реставрації. 

Декорування не припинялось і новий декор був створений 1691 року. Це фрески роботи Бартоломео Гвідобоно, Карло Антоніо Тавелла та Джованні Андреа Карлоне. 
Черговий етап декорування пацу припав на першу половину 18 ст., коли володарем пишної споруди став  Джованні Франческо II Бріньоле Сале (1695-1760). Це був час розповсюдження алегорій в мистецтві італійського бароко і саме ними були насичені декоративні стінописи, наприклад в кабінеті володаря. Джованні Франческо II Бріньоле Сале обіймав посаду дипломата Генуезької республіки у Парижі, а потім був обраний дожем республіки. Про його перебування в Парижі та про новітні впливи французького мистецтва та творчу практику в Генуї свідчили також парадні портрети володаря палацу та його дружини Беттіни Раджі, виконані французьким художником Гіацинтом Ріго (1659-1743). 
Останні декоративні роботи в палаці були проведені вже в 19 ст.

## Заповіт на муніципалітет Генуї
Родина Бриньоле Сале володіла палацом до 1874, коли Марія Бриньоле Сале, герцогиня Галльєра, заповіла його місту Генуя, з метою «підвищення його художньої краси та практичних ресурсів». Палац таким чином став муніципальною власністю та публічною галереєю.

## Колекція живопису
Портрети, пожертвувані герцогинею Галльєра, стали ядром колекції, яка сьогодні складається з робіт таких художників, як Ван Дейк, Гвідо Рені, Паоло Веронезе, Гверчіно, Грегоріо Де Феррарі, Альбрехт Дюрер, Бернардо Строцці, Маттіа Преті, Ян Вільденс.

## Ян Вільденс. Серія «Пори року»

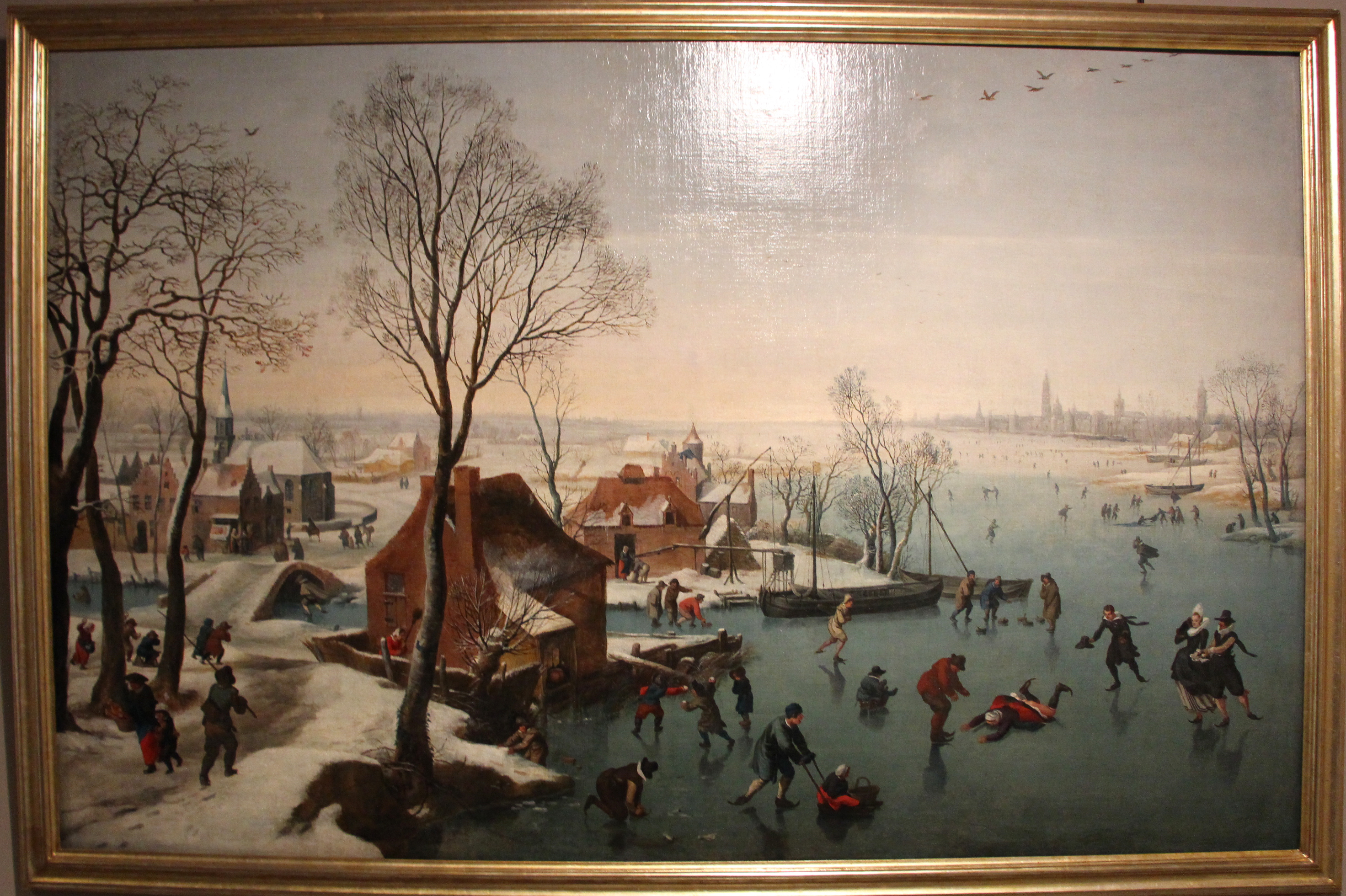
Ян Вільденс, серія «Пори року», «Січень».
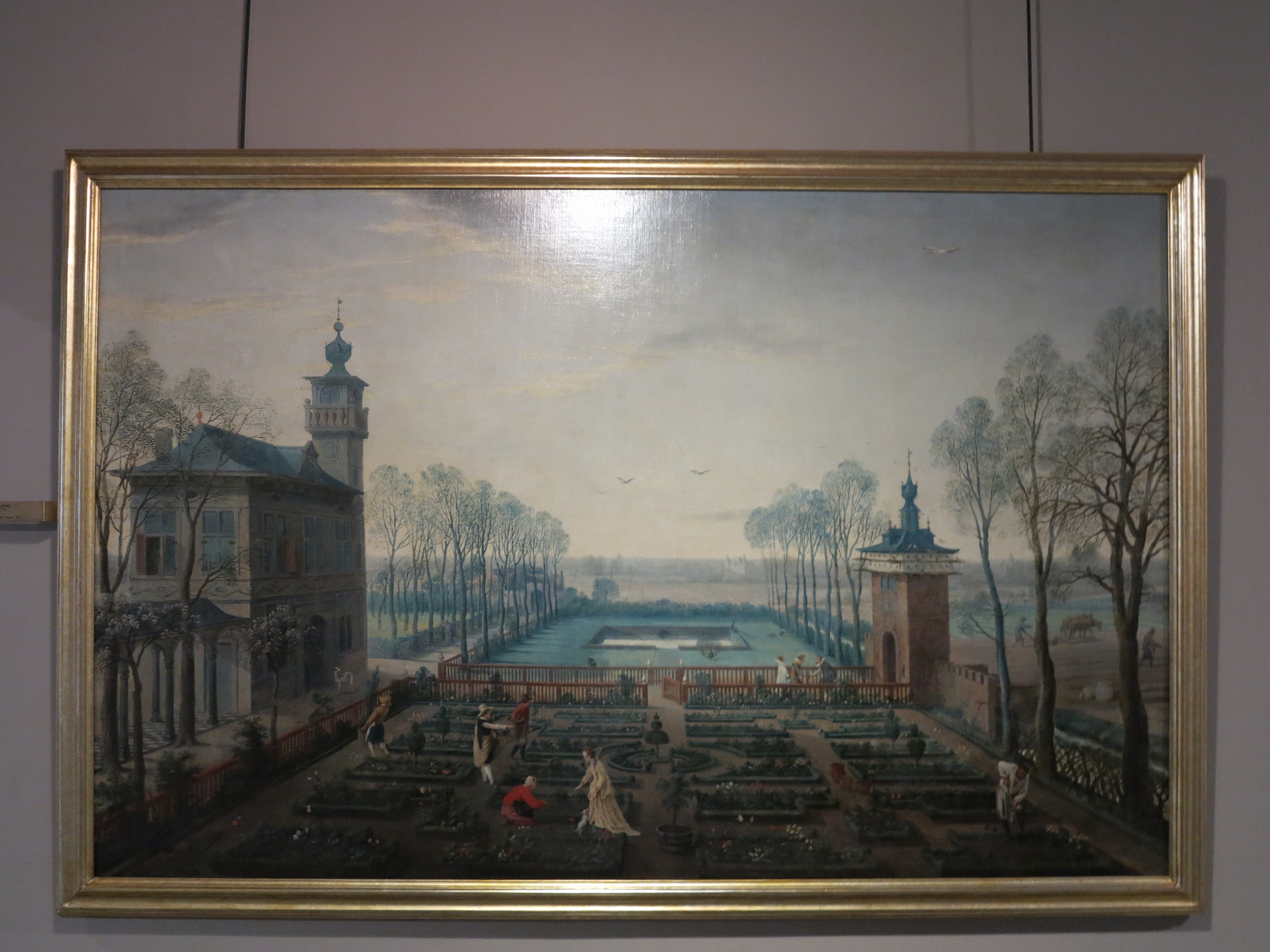
Ян Вільденс, серія «Пори року», «Квітень».
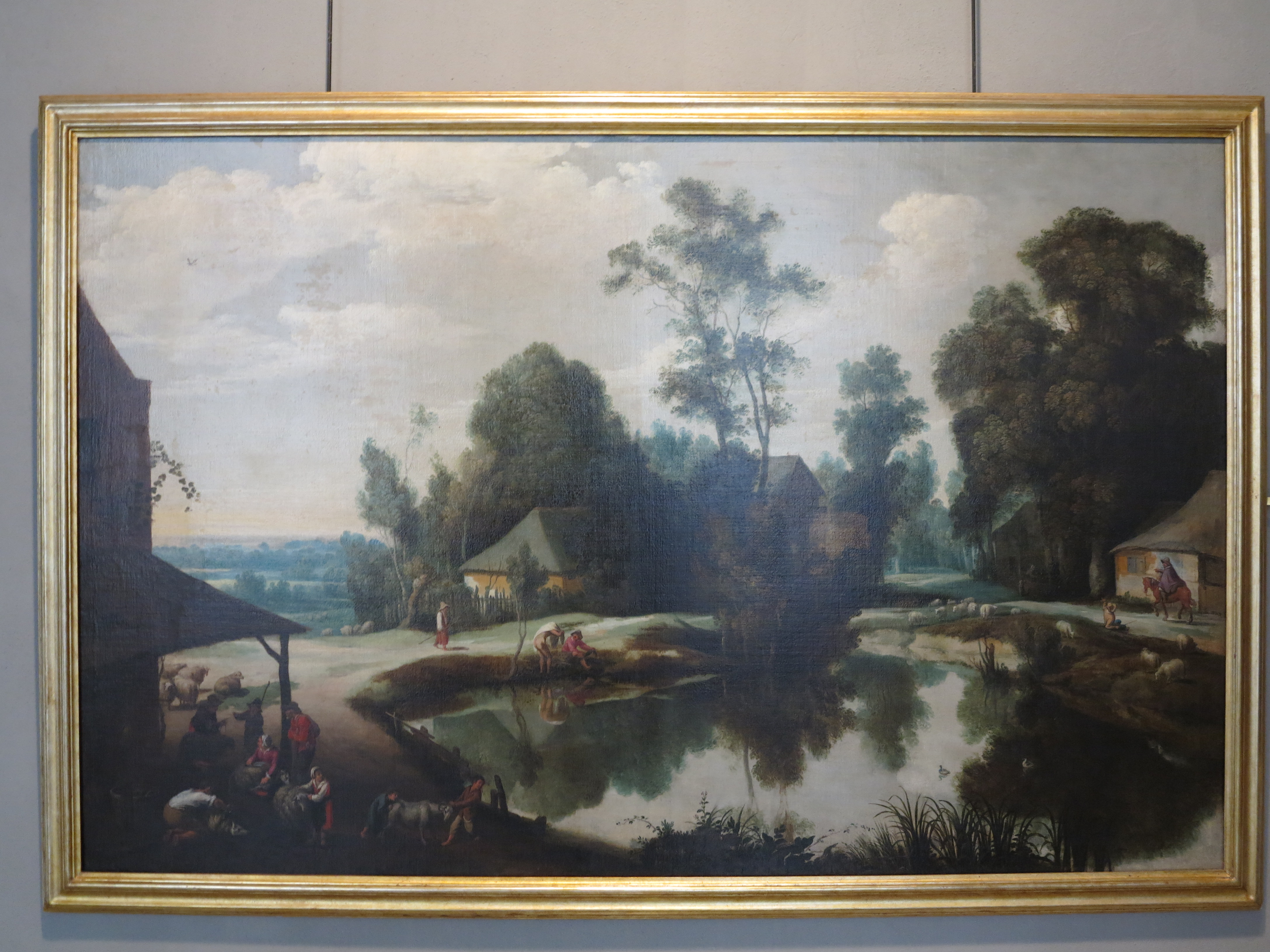
Ян Вільденс, серія «Пори року», «Червень».
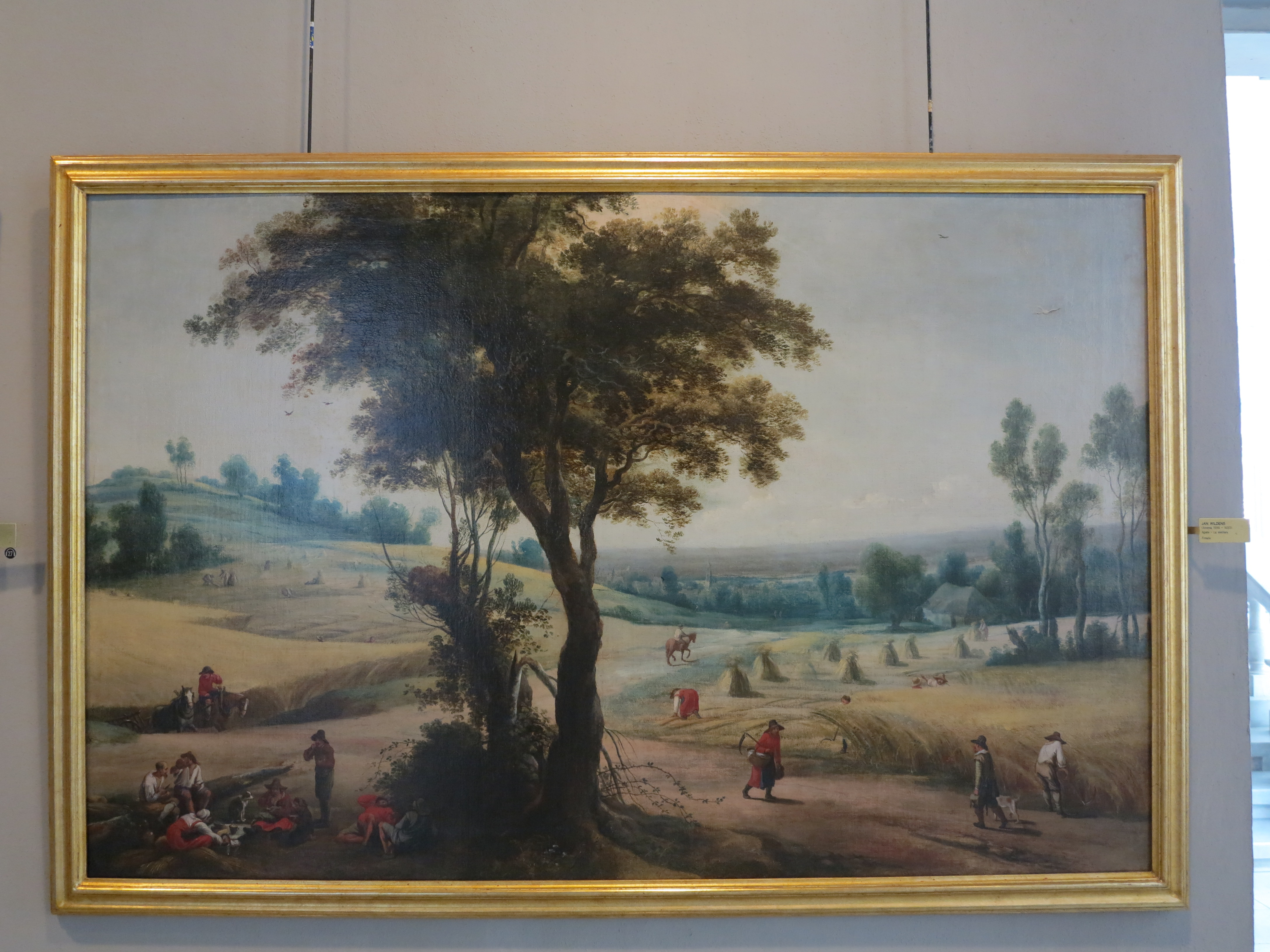
Ян Вільденс, серія «Пори року», «Серпень».

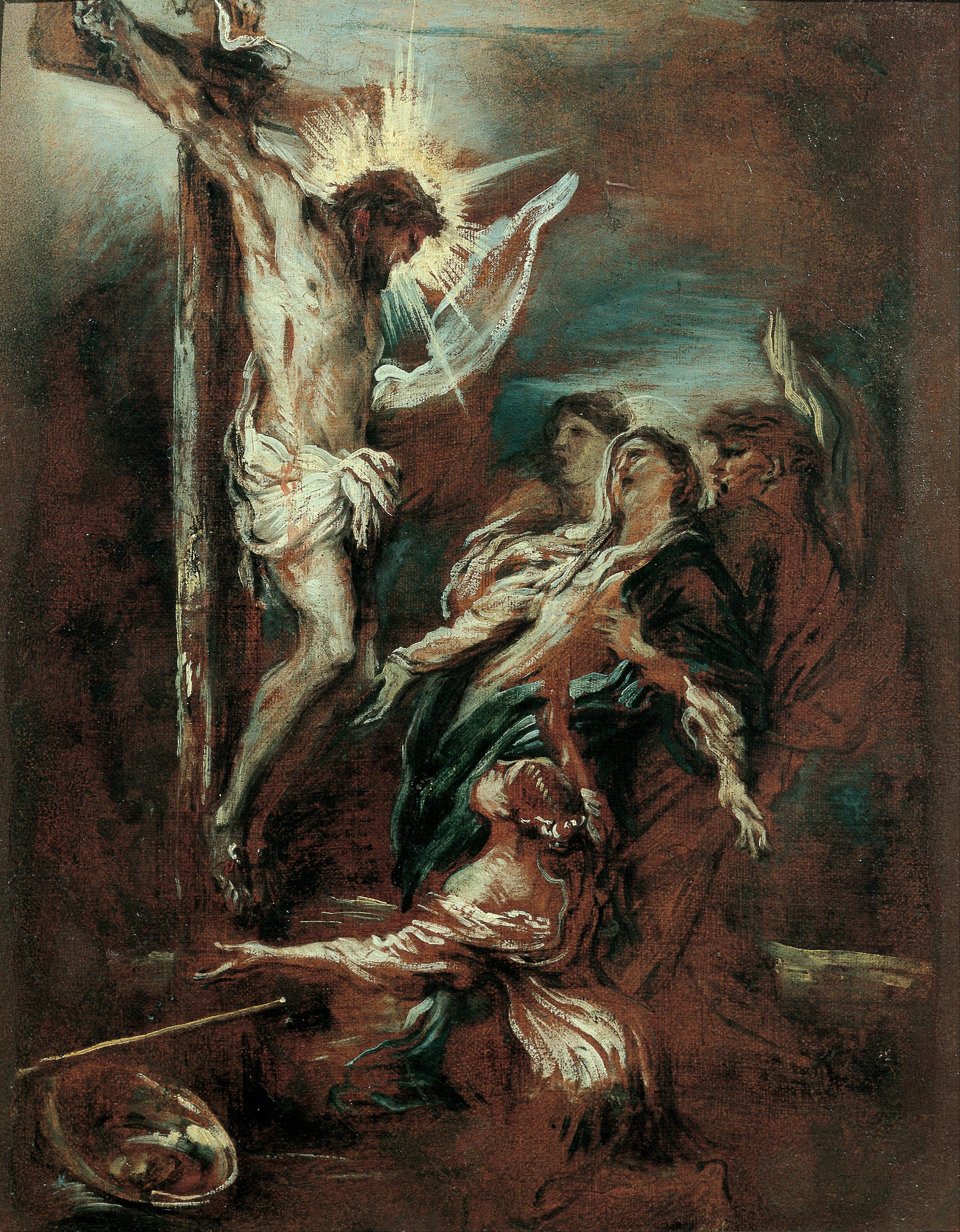
Джованні Бенедетто Кастільоне. Розп'яття, ескіз до вівтарної картини
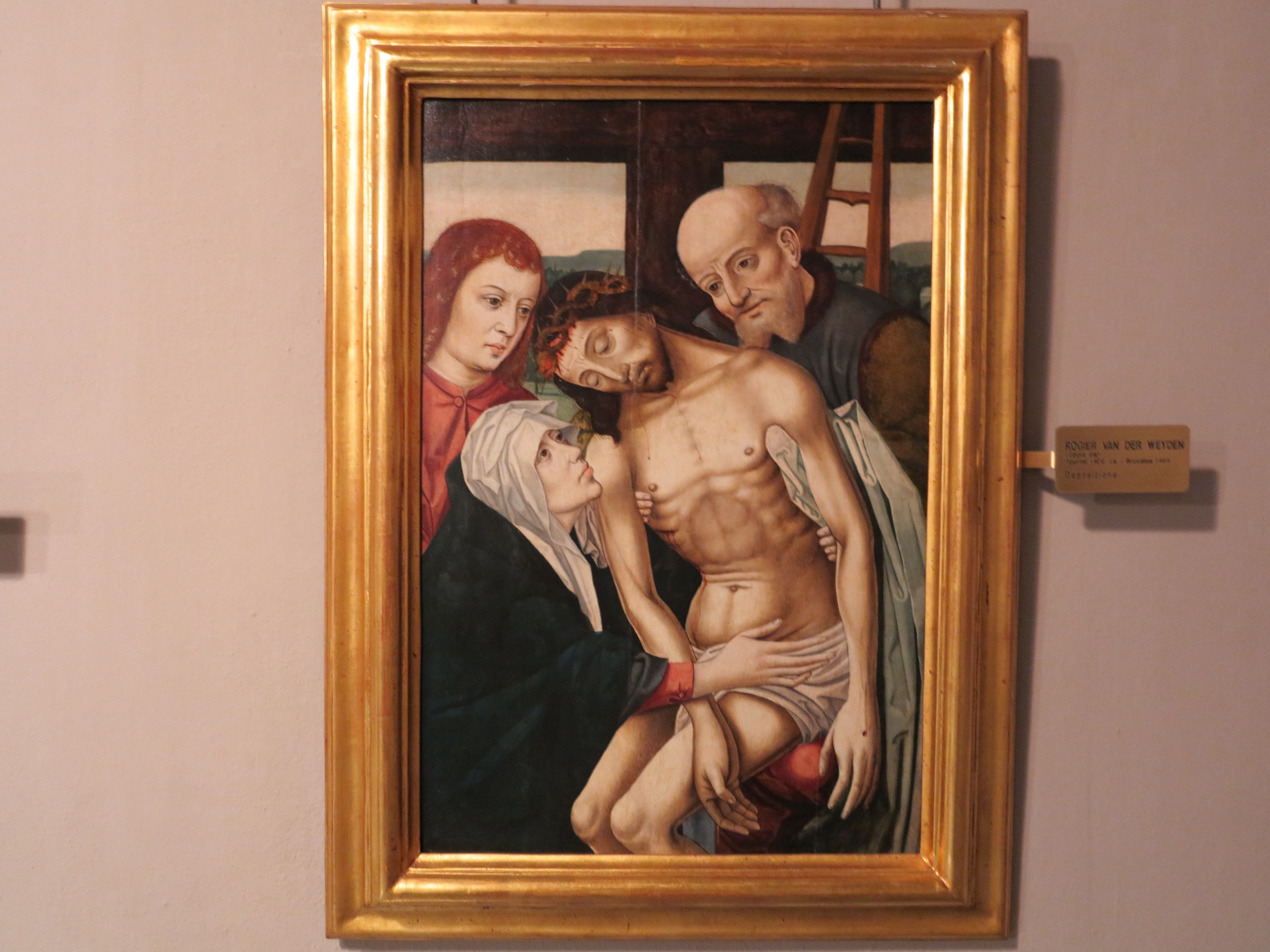
Старовинна копія в картини Рогіра ван дер Вейдена, Христа знімають з креста,
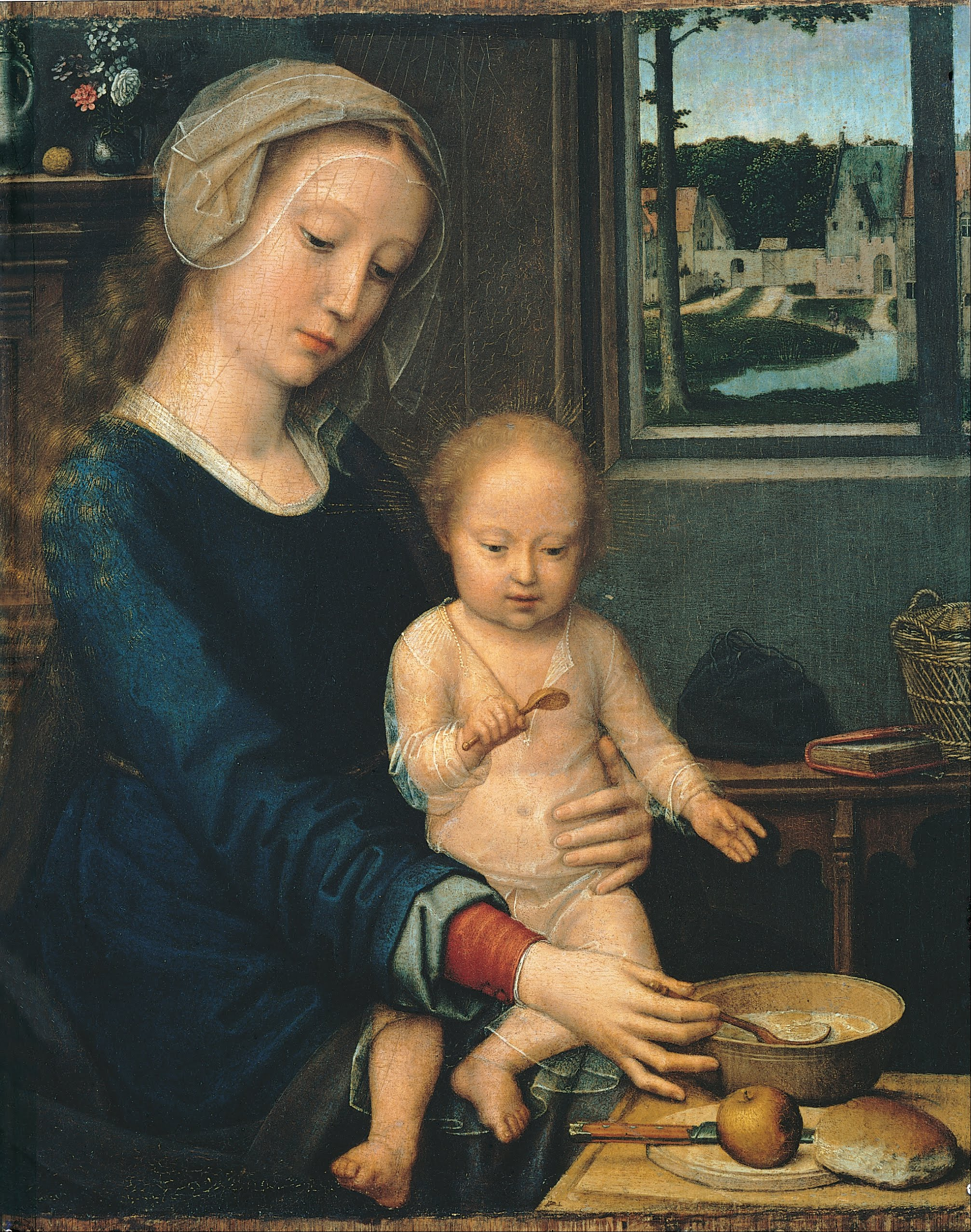
Герард Давид. Мадонна з немовлям.
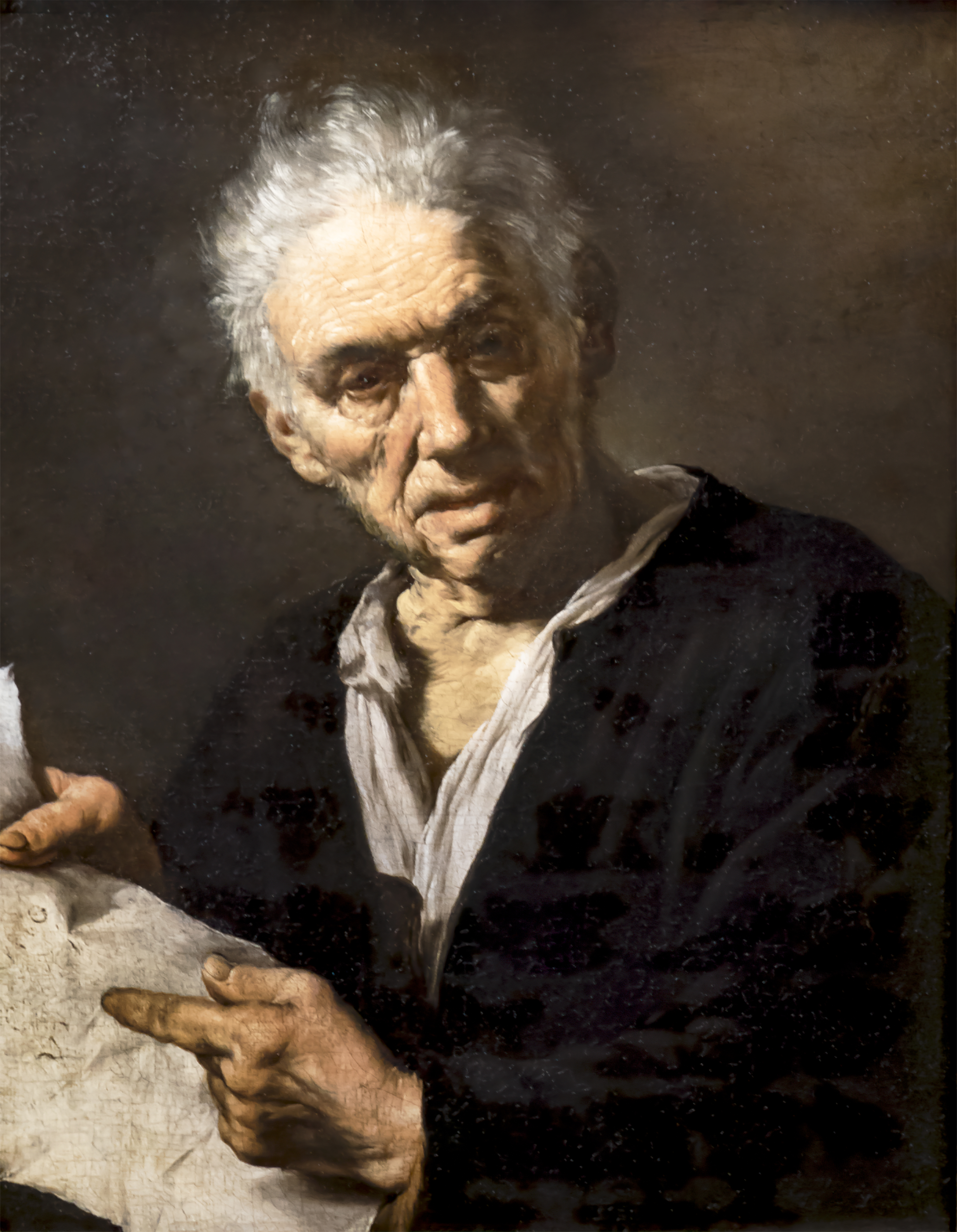
Франческо Фраканцано. Філософ цинік.
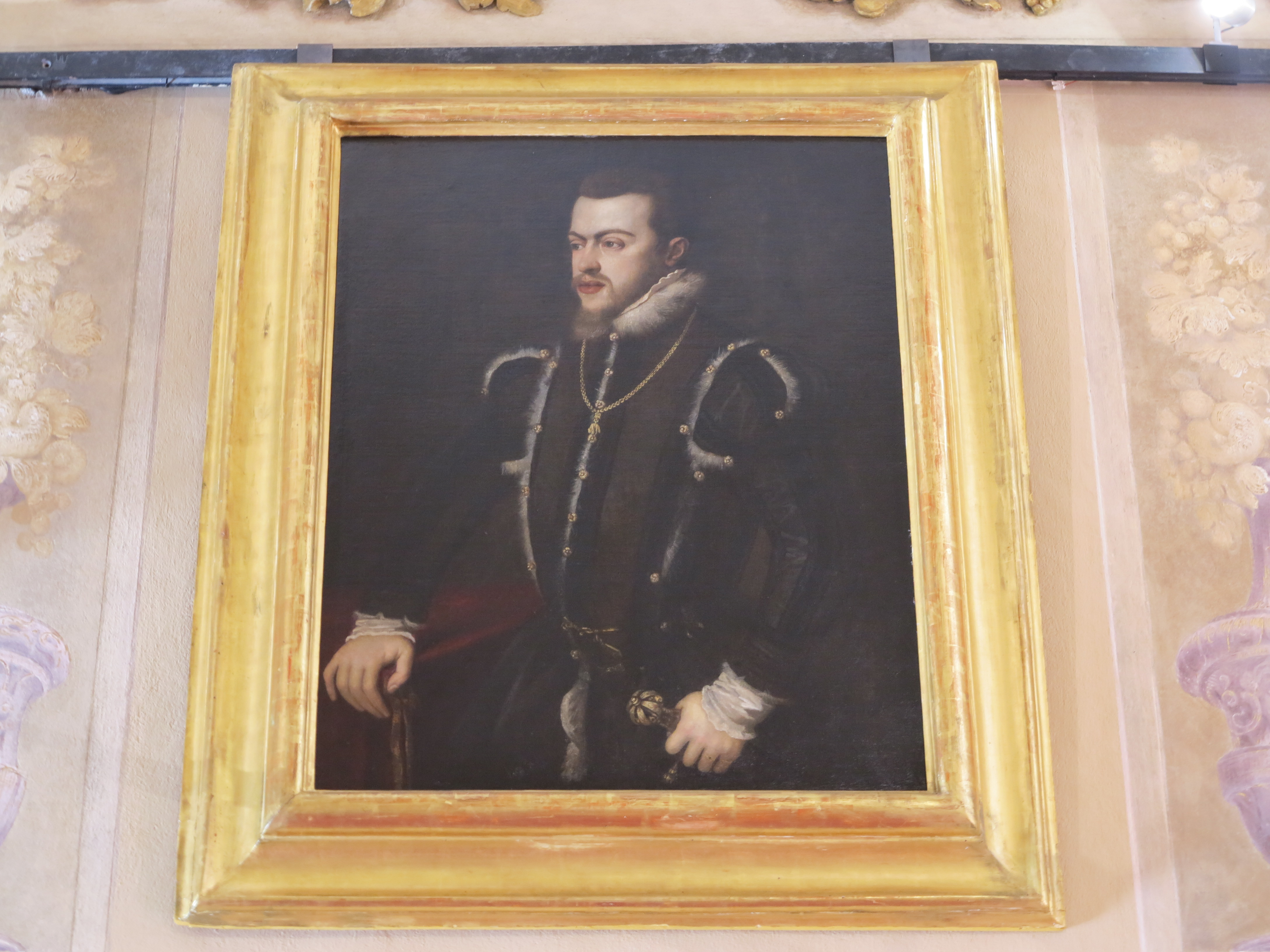
Копія з портрету пензля Тиціана. Король Іспанії Філіп ІІ.
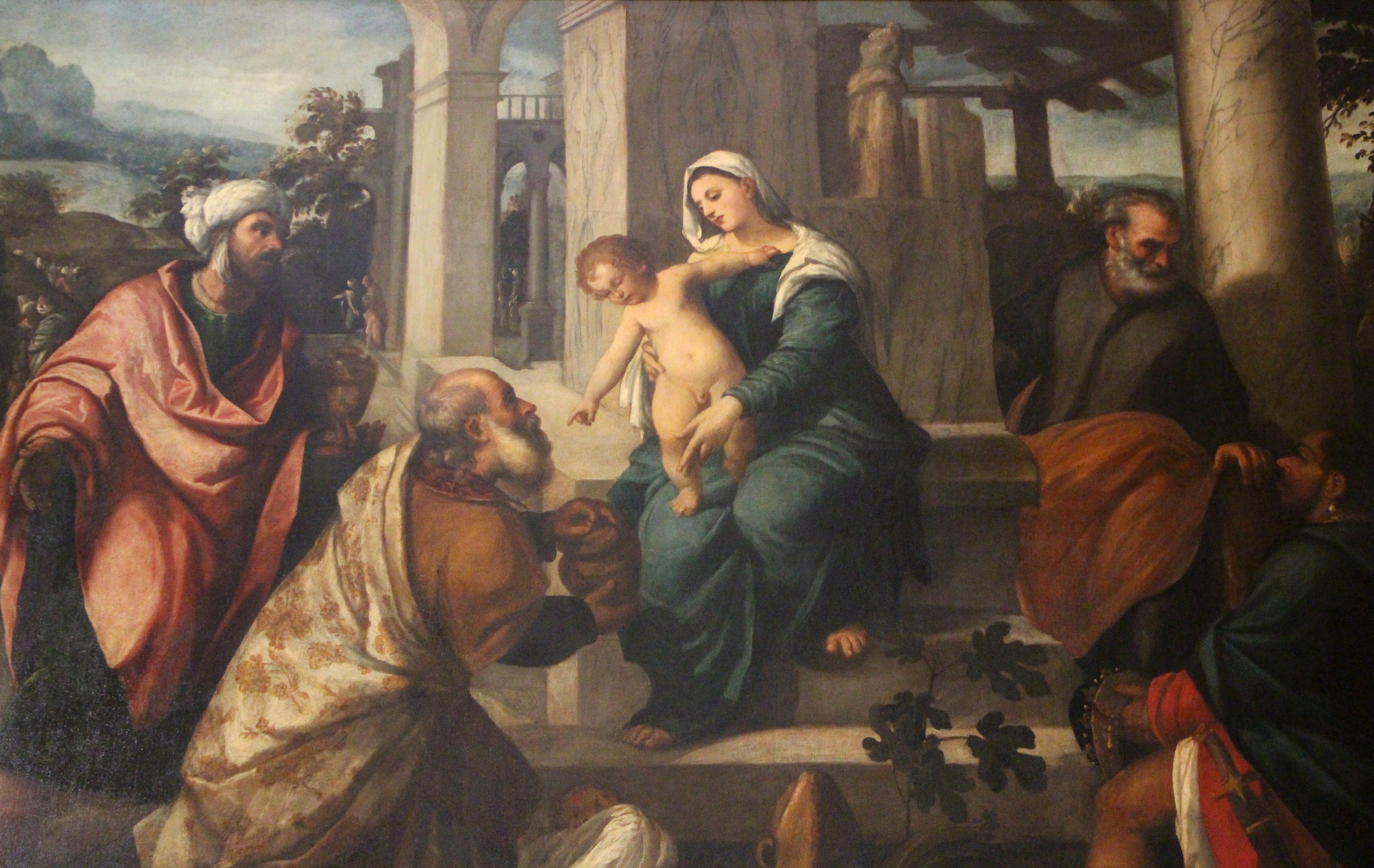
Боніфачо Веронезе. Поклоніння трьох королів немовляті Христу.
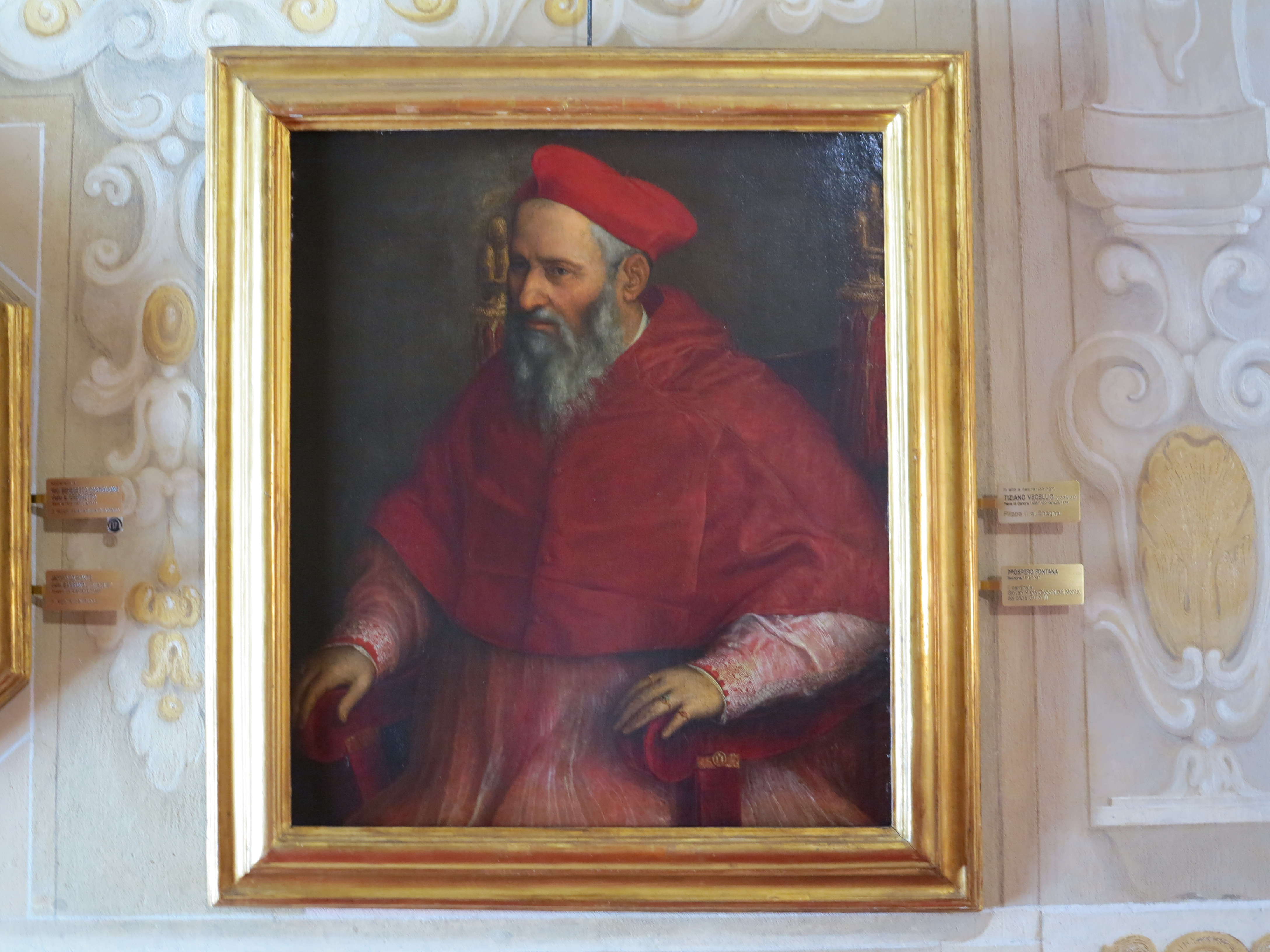
Просперо Фонтана,Кардинал Чоккі дель Монте, майбутній Папа римський Юлій III
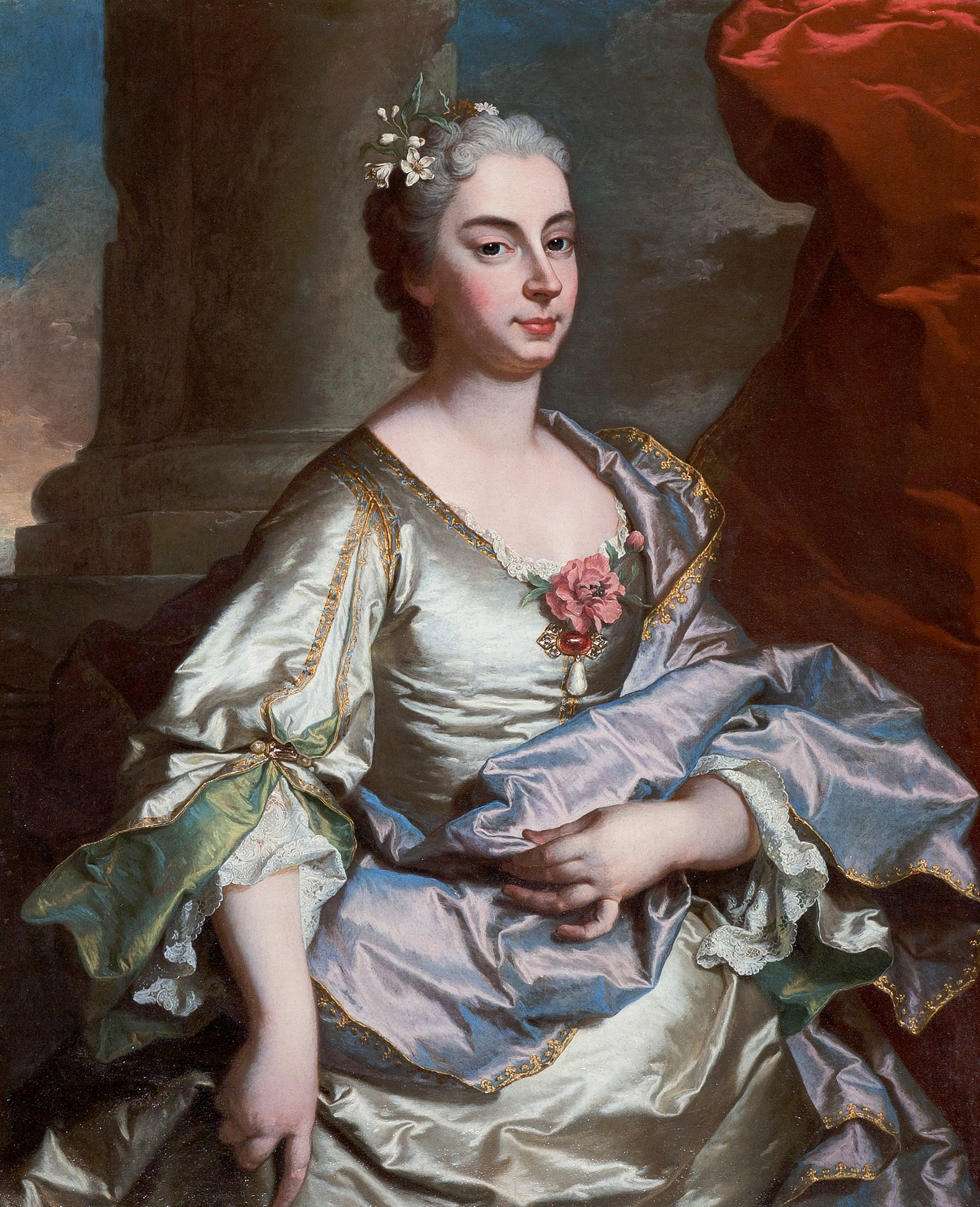
Гіацинт Ріго, Франція. Беттіна Раджі.

## Фрески в палаццо Россо

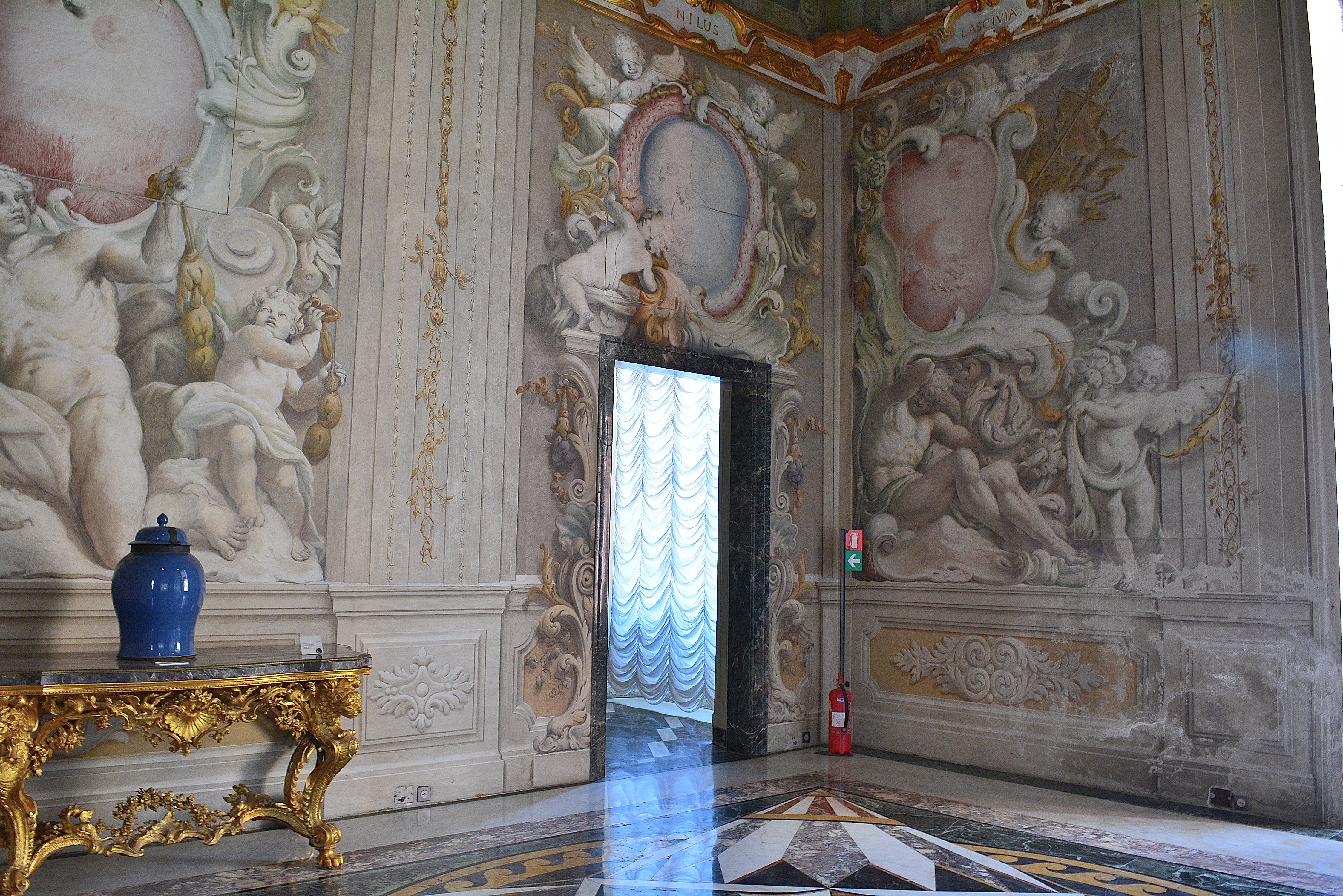
Палаццо Россо, грізайль роботи Бартоломео Гвідобоно
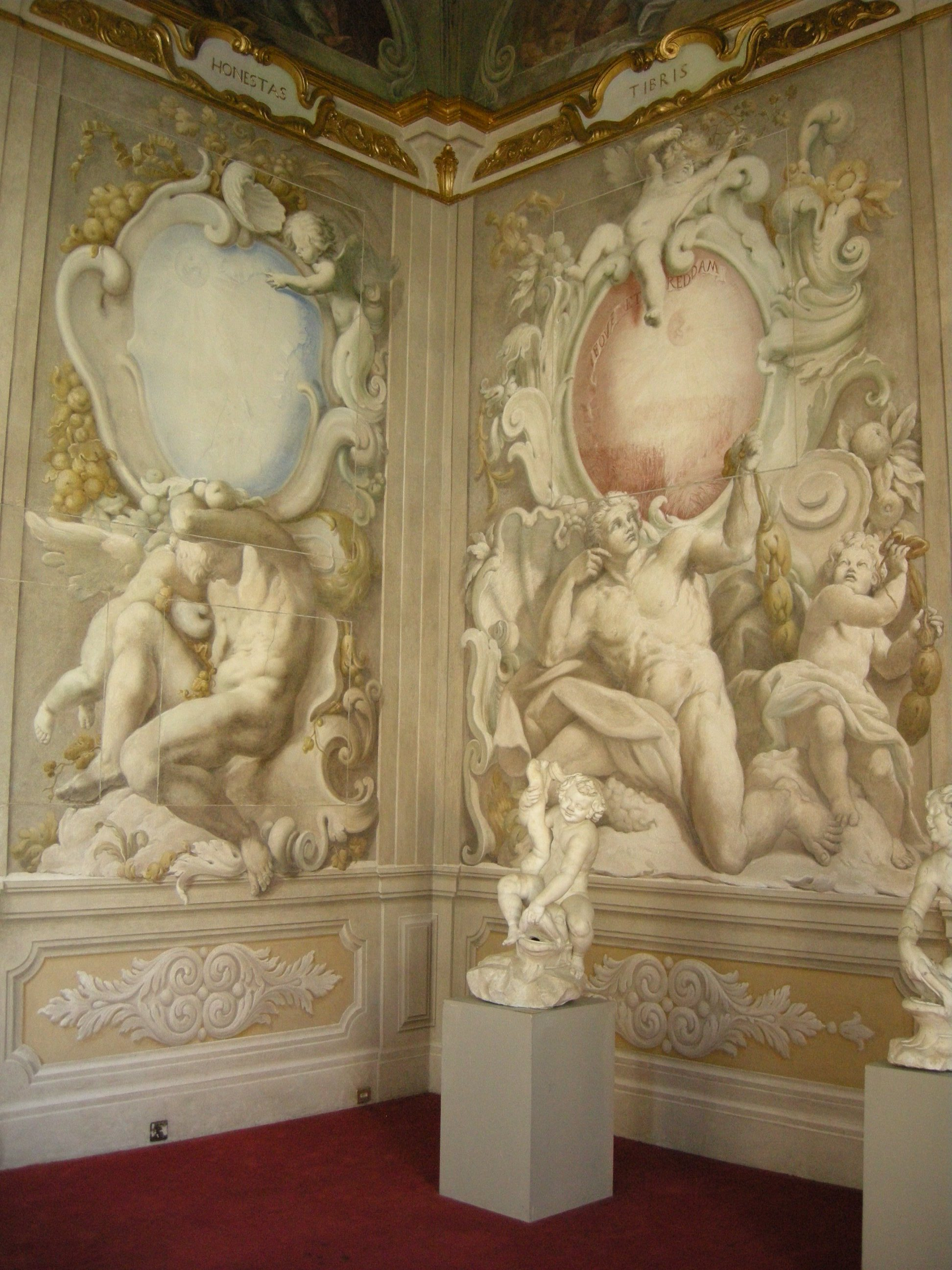
Палаццо Россо, грізайль роботи Бартоломео Гвідобоно
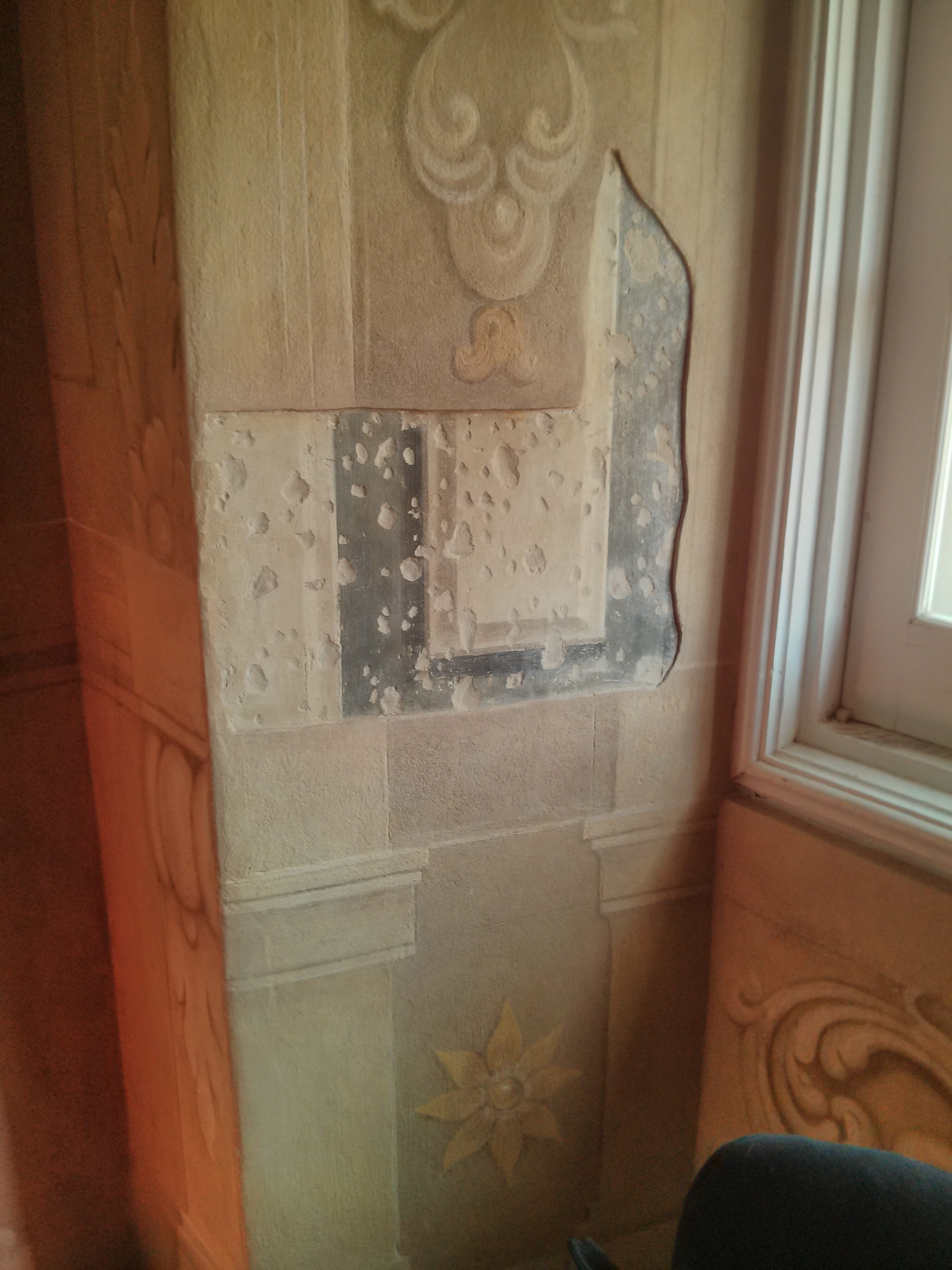
Палаццо Россо, реставраційне розкриття тиньку та візуалізація первісного декору

## Інтер'єри 19 ст. в палаццо Россо

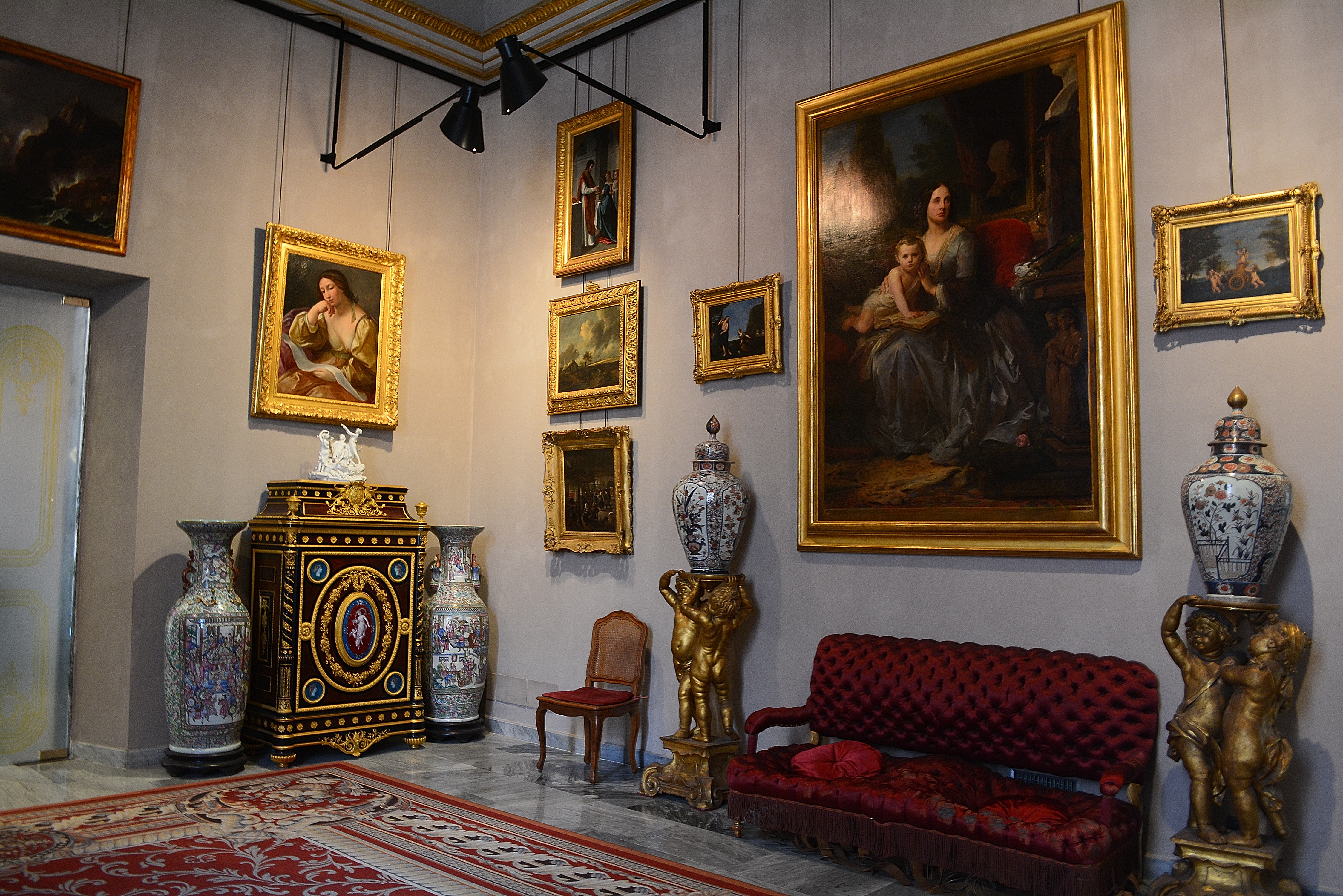
Палаццо Россо, салон
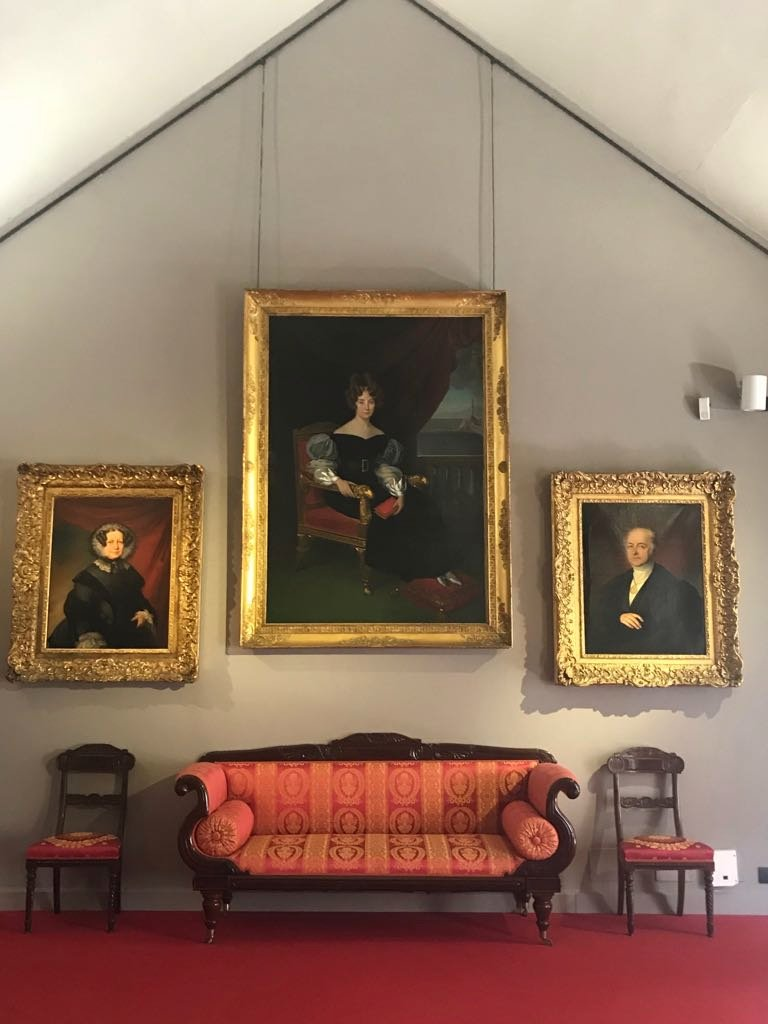
Палаццо Россо, галерея портретів
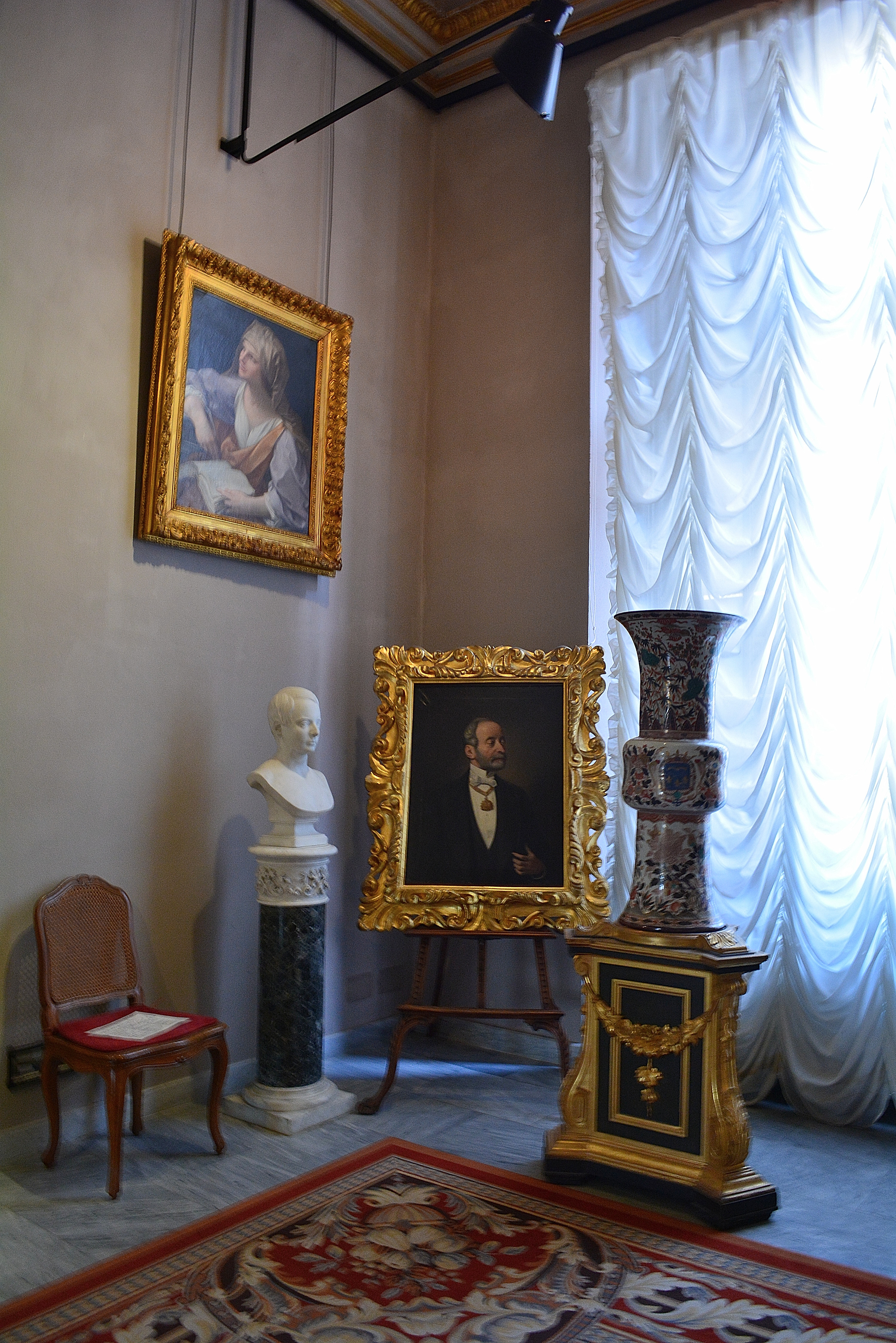
Палаццо Россо, куточок салону
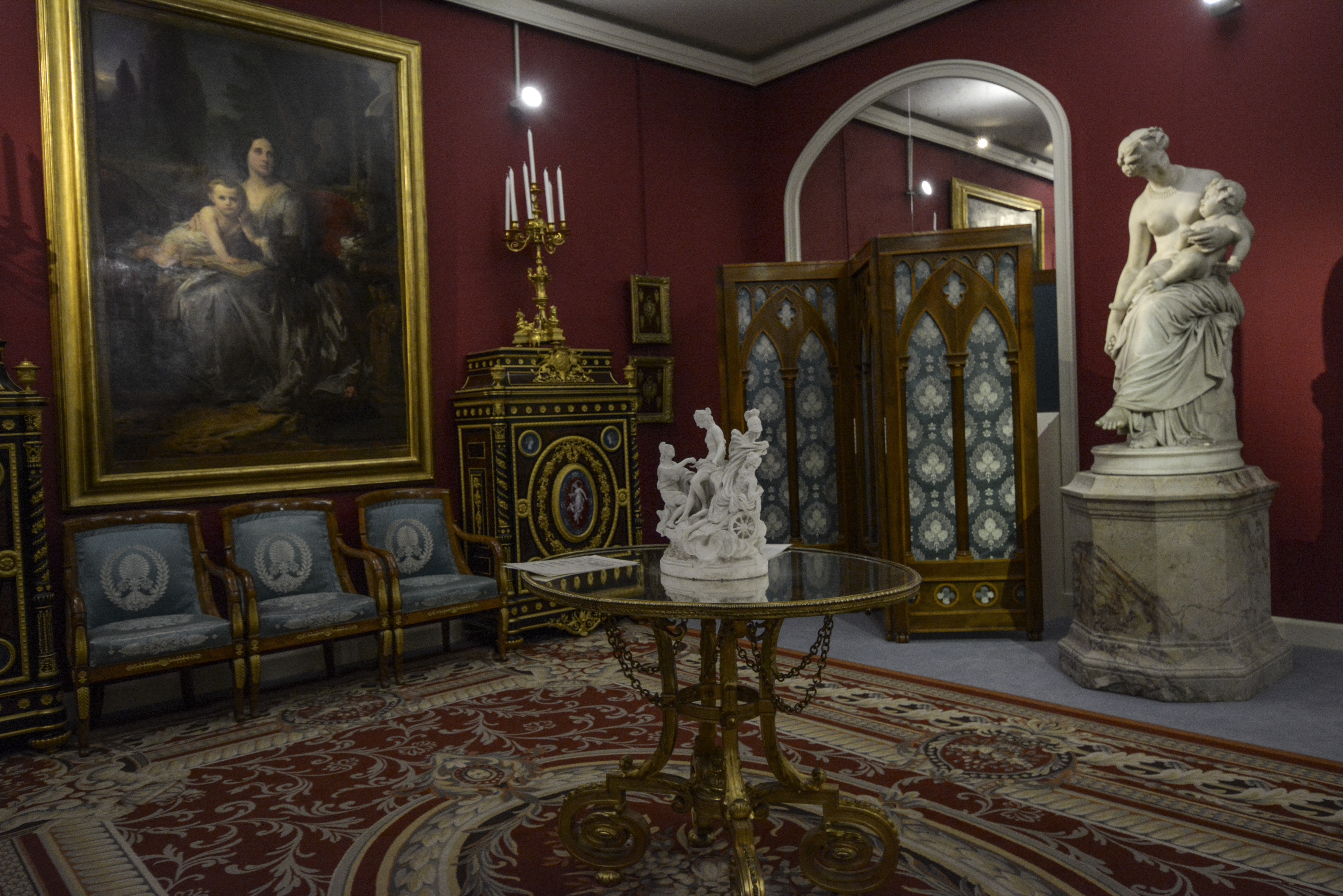